# محمد روح‌الامین
محمد روح‌الامین (زادهٔ ۱۳۵۴) طراح گرافیک اهل ایران است. وی در شش دوره از جشنوارهٔ فیلم فجر نامزد دریافت سیمرغ بلورین بهترین طراحی پوستر شده و در دورهٔ چهل و یکم این جشنواره برای پوستر بیرو این جایزه را از آن خود کرده است. روح‌الامین در سی‌وششمین جشنوارهٔ فیلم فجر دیپلم افتخار طراحی لوگو را دریافت کرده است.

## جوایز و افتخارات
| مراسم            | سال  | اثر             | جایزه                     | نتیجه        | منبع  |
| ---------------- | ---- | --------------- | ------------------------- | ------------ | ----- |
| جشنواره فیلم فجر | ۱۳۹۰ | اینجا بدون من   | سیمرغ بلورین بهترین پوستر | نامزدشده     | [ ۲ ] |
| جشنواره فیلم فجر | ۱۳۹۱ | روزهای زندگی    | سیمرغ بلورین بهترین پوستر | نامزدشده     |       |
| جشنواره فیلم فجر | ۱۳۹۵ | رگ خواب         | سیمرغ بلورین بهترین پوستر | نامزدشده     | [ ۳ ] |
| جشنواره فیلم فجر | ۱۳۹۶ | رگ خواب و خفه‌گی | دیپلم افتخار طراحی لوگو   | دیپلم افتخار | [ ۴ ] |
| جشنواره فیلم فجر | ۱۳۹۷ | مصادره          | سیمرغ بلورین بهترین پوستر | نامزدشده     | [ ۵ ] |
| جشنواره فیلم فجر | ۱۴۰۱ | بیرو            | سیمرغ بلورین بهترین پوستر | پیروز        | [ ۶ ] |
| جشنواره فیلم فجر | ۱۴۰۳ | در آغوش درخت    | سیمرغ بلورین بهترین پوستر | پیروز        | [ ۷ ] |